# Никола Никодијевић
Никола Никодијевић (Београд, 26. септембар 1981) српски је политичар и пре седседник Градског одбора Социјалистичке партије Србије у Београду.

## Биографија
Рођен је 26. септембра 1981. у Београду, где је 1996. завршио основну школу, а 2001. Спортску гимназију. Током виших разреда основне и средње школе активно је играо фудбал и био првотимац београдских клубова „Раковица“, „Чукарички“, „Милиционар“, „Синђелић“ и „Трудбеник”. Звање дипломираног правника стекао је на Правном факултету Универзитета у Београду.
После уписивања факултета, ангажовао се 2001. у Социјалистичкој партији Србије (СПС), чији је члан постао раније. У то време напустио је фудбали и посветио се политици. Био је активан у Младим социјалистима и био једно време њихов председник. На градским изборима одржаним 11. маја 2008. изабран је за одборника Скупштине града Београда, а током овог мандата обављао је дужност шефа Одборничке групе СПС–ПУПС–ЈС. У овом сазиву СПС је био у коалицији са Демократском странком. Председник Скупштине града био је Александар Антић из СПС, а градоначелник Драган Ђилас из ДС. Након градских избора, одржаних 6. маја 2012. изабран је 13. јуна исте године за члана Градског већа града Београда задужен за спорт и омладину. Ову функцију обављао је до 18. новембра 2013, када је након прекида коалиције СПС и ДС на градском нивоу, Влада Србија формирала Привремени орган града Београда, чији је био члан.
Након ванредних градских ибора одржаних 16. марта 2014, СПС је формирала коалицију са Српском напредном странком. Никодијевић је 23. априла исте године изабран за председника Скупштине града Београда, а за градоначелника је изабран Синиша Мали из СНС.  За председника Скупштине града биран је и након градских избора, одржаних 4. марта 2018. и 3. априла 2022. године. Градоначелници у овом периоду били су Зоран Радојчић и Александар Шапић, из СНС. Након што је Шапић 29. септембра 2023. подено оставку, Влада Србије је 30. октобра формирала Привремени орган, чији је члан.
У Социјалистичкој партији Србији налазио се на дужности секретара Извршног одбора градског одбора СПС Београда, од 2009. до 2015. године. На функцију председника Градског одбора СПС Београда биран је 2. новембра 2015. и поново 4. децембра 2022. године. Члан је Главног одбора СПС је од 2006. године. Члан Извршног одбора Главног одбора СПС био је од 2010—2014, а члан Председништва СПС је од 2014. године.
Навијач је фудбалског клуба „Црвена здезда”. Активан је у Спортском друштву „Црвена звезда”, где је члан Управног одбора. Пре тога је од 2013. до 2015. био председника Надзорног одбора Фудбалскоg клубa „Напредак” из Крушевца. Члан је Скупштине Фудбалског савеза Србије и потпредседник његове Етичке комисије.